# 约翰·哈林顿 (冰球运动员)
约翰·哈林顿（英語：John Harrington，1957年5月24日—），美国冰球运动员。他曾代表美国国家队参加1980年和1984年冬季奥林匹克运动会冰球比赛，其中1980年冬季奥运会获得一枚金牌。